# Romeo and Juliet (film fra 1908)
 For alternative betydninger, se Romeo and Juliet. (Se også artikler, som begynder med Romeo and Juliet)
Romeo and Juliet er en amerikansk stumfilm fra 1908 af J. Stuart Blackton.

## Medvirkende
- Paul Panzer som Romeo
- Florence Lawrence som Juliet
- John G. Adolfi som Tybalt
- Josephine Atkinson som Bit
- Louise Carver